# Denise Oliver-Velez
Denise Oliver-Velez (Nova Iorque, 1 de agosto de 1947) é uma professora estadunidense, editora colaboradora, ativista e organizadora comunitária. Especificamente, ela é editora colaboradora do blog Daily Kos e ex-professora adjunta de Antropologia e Estudos da Mulher na SUNY New Paltz.

## Biografia

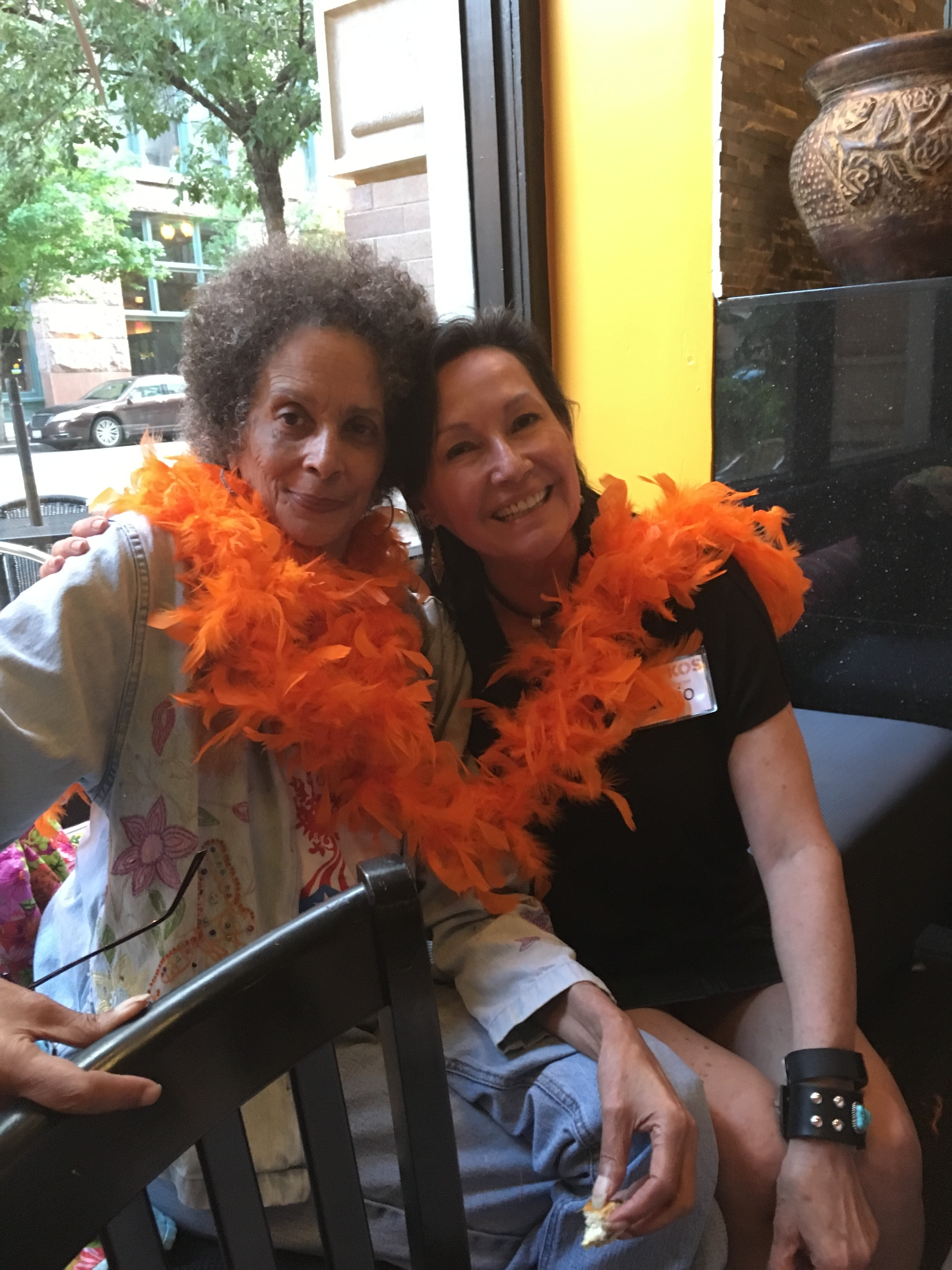
Oliver-Velez (esquerda) em 2016

Nascida Denise Roberts Oliver em 1 de agosto de 1947, no Brooklyn, Nova Iorque, ela é filha de George B. Oliver, um ator e professor de literatura dramática no Nassau Community College e um Tuskegee Airman, e Marjorie Roberts Oliver, uma professora em o sistema escolar da cidade de Nova Iorque.
Oliver-Velez era membro tanto do Young Lords quanto do Partido dos Panteras Negras. Enquanto estava no Young Lords, segundo ela mesma, ela e outros desafiaram um dos pontos da organização em seu Programa e Plataforma de 13 Pontos. Como ela afirma: "Eu estava no Young Lords e um dos pontos do programa original era 'Machismo Revolucionário'. O machismo é reacionário, por isso não se pode ter machismo revolucionário. Nós, mulheres, não estávamos aceitando isso. Por isso, fizemos um tipo de declaração muito diferente. 'Queremos igualdade para as mulheres. Abaixo o machismo e o chauvinismo masculino".
O caucus das mulheres emitiu demandas ao Comitê Central dos Young Lords que pediam o fim da discriminação sexual e a inclusão total das mulheres na liderança dos Lords. O Comitê Central reagiu promovendo rapidamente Oliver-Velez e Gloria Fontanez ao Comitê Central. Eles também adotaram um novo slogan, ¡Abajo con el machismo! (Abaixo o machismo!). No entanto, essas mudanças não aconteceram imediatamente e as mulheres ainda enfrentavam o sexismo dentro do partido regularmente. Oliver-Velez tomou conhecimento das suposições de gênero feitas pelo comitê central sobre quem poderia ou não executar certas tarefas. Mesmo quando as mulheres eram designadas para cargos em vários ministérios, incluindo o Ministério da Defesa, elas eram desproporcionalmente designadas ao "trabalho feminino" tradicional, como cuidar de crianças e tarefas de secretariado.
Em maio de 1970, a seção de Nova Iorque dos Young Lords seguiu seu então Comitê Central (que incluía Oliver-Velez, Oficial de Serviço) e decidiu separar-se do escritório nacional dos Young Lords em Chicago, renomeando seu novo grupo de Young Lords Party. A separação nunca foi hostil e teve mais a ver com o rápido desenvolvimento do grupo — ou "dores do crescimento" — uma competição amigável natural entre cidades e principalmente pela infiltração e repressão por grupos governamentais que estavam tentando criar conflito entre os dois capítulos para dividir e, finalmente, destruir o movimento recém-formado. Apesar de sua presença considerável no Young Lords Party, as mulheres membros eram constantemente negligenciados para ocupar posições de liderança de alto escalão. No entanto, em 1970, Oliver-Velez foi nomeada Ministra do Desenvolvimento Econômico e se tornou a mulher de mais alta posição no partido.
Uma das principais contribuições das mulheres para o sucesso do Young Lords Party incluiu a publicação de seu Position Paper on Women, que mais tarde foi incluído em The Young Lords: A Reader (2010), editado por Darrel Enck-Wanzer. Oliver-Velez ajudou a construir o jornal e teorizou a interseção de raça e classe na vida das mulheres de cor para o jornal. Ela e outra ex-membro do Young Lords, Iris Morales, escreveram um prefácio para o The Young Lords: A Reader (2010).
Além de seu ativismo com os Young Lords, Oliver-Velez também era uma ativista do movimento AIDS e membro do Partido dos Panteras Negras. Ela publicou pesquisas etnográficas como parte de projetos de intervenção contra o HIV/AIDS.
Ela foi diretora de programa e cofundadora da estação de rádio WPFW-FM em Washington, D.C., a primeira estação de rádio controlada por minorias da Pacifica Foundation, e trabalhou em radiodifusão pública e mídia comunitária por muitos anos.
Ela também foi diretora executiva da Black Filmmaker Foundation.
Oliver-Velez é destaque no filme de história feminista She's Beautiful When She's Angry.
Em agosto de 2020, Oliver-Velez deu uma rara entrevista no podcast Tell a Friend de Bryan Knight, onde ela falou abertamente sobre sua vida e ativismo no Young Lords.